# Raymond Mertens
Pour les articles homonymes, voir Mertens.
Raymond Mertens, né à Leeuw-Saint-Pierre le 19 juillet 1933 et mort le 9 janvier 2023, est un footballeur et entraîneur belge. Il évoluait au poste de gardien de but.

## Carrière

### Joueur
Raymond Mertens a joué dans différentes équipes d'âge du Royal Sporting Club Anderlecht, mais sans jamais atteindre le noyau A. Il choisit en 1952 de retourner dans son club formateur, le KV Zuun, pour entamer sa carrière chez les "seniors". En 1955, il est transféré à Uccle Sport, alors en Division 3. Il défendra les buts de ce club jusqu'à la fin de sa carrière, en 1965.

### Entraîneur
Après sa carrière de joueur, Raymond Mertens décide de retourner au KV Zuun où il commence sa carrière d'entraîneur, tout d'abord comme préparateur des gardiens, ensuite comme entraîneur principal. En 1971, il est appelé par l'entraîneur d'Anderlecht, Georg Kessler, pour s'occuper de la formation des jeunes du club bruxellois. Il est rapidement promu entraîneur de l'équipe espoirs.
En 1973, Georges Heylens prend sa retraite sportive et devient entraîneur principal de l'Union Saint-Gilloise. Il emmène avec lui Raymond Mertens, qui devient son adjoint. Après une saison, Heylens quitte le club du Parc Duden pour Courtrai, où Mertens le suit également, toujours comme assistant. Quand Heylens est licencié en 1978, Raymond Mertens choisit de rester au club, et devient l'assistant du nouvel entraîneur, Maryan Brncic. Mais l'entraîneur yougoslave manque d'expérience, et il est mis à la porte après seulement quelques mois. Mertens devient alors l'entraîneur principal du club.
À la fin de la saison, Raymond Mertens redevient entraîneur adjoint, mais cette fois au Club de Bruges, dirigé par András Béres. Ce dernier quitte le club avant la fin de la saison, et après l'intérim de Mathieu Bollen, Mertens est confirmé à son poste d'entraîneur-adjoint pour le nouvel entraîneur principal, Han Grijzenhout. Le club est champion de Belgique 1980, mais le début de la saison suivante est catastrophique et Grijzenhout est viré. Ses successeurs Gilbert Gress et Antoine Kohn ne peuvent relever le niveau, et Mertens doit prendre plusieurs fois l'équipe en mains pour de courts intérims. Il est lui-même licencié en 1981, et rejoint l'Eendracht Alost, où il re-devient l'adjoint de Georges Heylens.
Mais malgré la succession rapide d'entraîneurs, le Club de Bruges continue d'enchaîner les mauvais résultats. Pendant la saison 1981-1982, Rik Coppens est l'entraîneur principal du club. Il propose à Raymond Mertens de revenir comme entraîneur-adjoint, ce qu'il accepte. Coppens étant licencié en cours de saison, il est appelé à diriger l'équipe jusqu'à la fin de celle-ci et parvient à assurer le maintien du club en première division. Les entraîneurs suivants, Georg Kessler et Henk Houwaart, le gardent tous deux comme adjoint. Après le départ de ce dernier en 1989, Raymond Mertens prend en charge pour une saison l'équipe espoirs du club.
En 1990, après 12 ans passés à Bruges (mis à part quelques mois à Alost), Raymond Mertens quitte le club de la Venise du Nord pour le Sporting de Charleroi. D'abord chargé de l'équipe espoirs, il devient à nouveau l'entraîneur adjoint de Georges Heylens. Il reste à son poste à l'arrivée de Robert Waseige, mais doit renoncer en 1992 pour raisons médicales. Il entraîne ensuite quelques clubs de provinciales avant de se retirer définitivement du monde du football.